# Sida hoepfneri
Sida hoepfneri är en malvaväxtart som beskrevs av Gürke och Schinz. Sida hoepfneri ingår i släktet sammetsmalvor, och familjen malvaväxter. Inga underarter finns listade i Catalogue of Life.